# Тимбу
Тимбу или Тимпу (џонгка: ཐིམ་ཕུ་) јест главни град Бутана. Тимбу је такође име околне долине и дистрикта. Тимбу је са својих 114.551 становника (2017) центар Бутана. Налази се на надморској висини од 2320m. Тимбу је јединствен по томе што је једини главни град на свету у ком нема семафора. Утврђени манастирски комплекс Ташичодзонг из 17. века, од 1952. служи као седиште владе. У летњим месецима овде се налази религиозни вођа Џе Кенпо. Краљ Џигме Сингје Вангчук такође овде има радни кабинет. Дворац Деченчолинг је званична резиденција краља налази се северно од Тимбуа где се такође налазе Танго и Чери.
Град се простире у правцу север-југ на западној обали долине коју формира Ванг Чу, која се тече у Индију као река Рајдак. Тимбу је пети највиши главни град на свету по надморској висини и креће се од висине 2.248 metres (7.375 feet) до 2.648 metres (8.688 feet). Неуобичајено за главни град, Тимбу нема свој аеродром, већ се ослања на аеродром Паро (повезан путем и на удаљености од око 52 kilometres (32 miles) away).
Тимбу, као политички и економски центар Бутана, има доминантну пољопривредну и сточарску базу, која доприноси 45% БДП-а земље. Туризам, иако доприноси привреди, строго је регулисан, одржавајући баланс између традиционалног, развоја и модернизације. Тхимпху садржи већину важних политичких зграда у Бутану, укључујући Националну скупштину новоформиране парламентарне демократије и палату Деченчолинг, званичну резиденцију краља, која се налази северно од града. Тимбу координиран „Структурни планом Тимбуа, 2002-2027”, планом урбаног развоја са циљем заштите крхке екологије долине. Део овог развоја је предузет уз финансијску помоћ Светске банке и Азијске развојне банке.

## Историја
Пре 1960, Тимбу се састојао од групе села разбацаних по долини: Мотитанг, Чанганка, Чанглимитанг, Лангчупака и Таба - од којих нека чине данашње делове града.
Године 1885. одиграла се битка на простору који је данас спортски терен Чанглимитанга у Тимбуу. Убедљива победа отворила је пут за Угена Вангчука, првог краља Бутана који је контролисао целу земљу.
Од овог времена спортски терен има велики значај за град; фудбалске утакмице, мечеви крикета и такмичења у стрељаштву се овде одвијају. Модерни Чанглимитанг стадион је саграђен на овом месту 1974. године. У току владавине династије Вангчук земља је уживала у миру и напредовању успешне реформистичке монархије. Трећи краљ, Џигме Дорџи Вангчук, реформисао је стари псеудо-феудални систем укинувши ропство, прерасподеливши земљиште и реформишући порезе. Такође је увео и много извршних, судских и реформа правосуђа. Реформе су се наставиле и 1952. донета је одлука да се за главни град именује Тимбу, уместо дотадашњег главног града Пунаке. Четврти краљ, Џигме Синге Вангчук, отворио је земљу за развитак и Индија је обезбедила потребни подстицај овог процеса финансијски и на још других начина. Године 1961. Тимбу је званично постао главни град Бутана.
Бутан се придружио Колумбо Плану 1962, Universal Postal Union-у 1969. и постао члан Уједињених нација 1971. Постојање дипломатских мисија и интернационалних организација за финансирање у Тимбуу, условило је убрзани раст Тимбуа као метрополе.
Четврти краљ, који је основао Народну Скупштину 1953, дао је све извршне моћи министрима изабраним од стране народа 1998. Представио је систем гласања које није било у име краља што је овластило парламент за укидање монархије. Национални уставни одбор Тимбуа почео је са нацртима за Устав Краљевине Бутана 2001. Године 2005. четврти краљ Бутана прогласио је своју одлуку о предавању остатака свог краљевства свом сину, принцу Џигмеу Хесару Намгјелу Вангчуку. Крунисање краља је одржано у Тимбуу, у реновираном Чанглимитанг Стадиону и састојало се и из прославе стогодишњице оснивања Куће Вангчака.

## Географија
Тимбу је смештен у скученој, линеарној долини реке Рајдак, која је такође позната и као река Тимбу. Сам град се налази на надморској висини 2.248-2.648 m, док се околне планине пењу на висини од 2.000 до 3.800 m (у топлој умереној клими 2.000-3.000, а у хладној умереној зони 3.000-3.800 m). Те две варијације климе и висине одређују долину као погодну за становање и вегетацију. Долина је, међутим, обрасла ретком шумом на северу и западу. На јужном крају града, мост Лунгтен Зампа повезује источну и западну обалу реке Ванг, која тече кроз срце града.
Река Рајдак извире у снежним пољима, на висини од око 7.000 m. Има много притока које отичу с Хималаја и у великој мери диктирају топографију долине Тимбу. Долина Тимбу, тако формирана, ограничена је стрмим гребеном са истока који се уздиже из речног корита и чини топографију долине косом, протежући се од Деченчолинга и Симтоке, на западној обали Рајдака. Оријентација брда у правцу север-југ штити долину од влажних монсунских ветрова који обухватају унутрашње Хималаје и њихове ниже долине. Због тога се на различитим странама брда јавља различит тип вегетације. Долина Тимбуа је, пошто лежи у заветрини, релативно сува и садржи различит тип вегетације у односу на падине брда која су изложена ветру. Дакле, присуство четинара у долини приписује се овом феномену. Пунака, стара престоница Бутана, налази се на страни изложеној ветру тако да се тамо јавља широколисно дрвеће.

### Клима
| Клима Тимба-Симтока (1996—2017)                      | Клима Тимба-Симтока (1996—2017) | Клима Тимба-Симтока (1996—2017) | Клима Тимба-Симтока (1996—2017) | Клима Тимба-Симтока (1996—2017) | Клима Тимба-Симтока (1996—2017) | Клима Тимба-Симтока (1996—2017) | Клима Тимба-Симтока (1996—2017) | Клима Тимба-Симтока (1996—2017) | Клима Тимба-Симтока (1996—2017) | Клима Тимба-Симтока (1996—2017) | Клима Тимба-Симтока (1996—2017) | Клима Тимба-Симтока (1996—2017) | Клима Тимба-Симтока (1996—2017) |
| Показатељ \ Месец                                    | .Јан.                           | .Феб.                           | .Мар.                           | .Апр.                           | .Мај.                           | .Јун.                           | .Јул.                           | .Авг.                           | .Сеп.                           | .Окт.                           | .Нов.                           | .Дец.                           | .Год.                           |
| ---------------------------------------------------- | ------------------------------- | ------------------------------- | ------------------------------- | ------------------------------- | ------------------------------- | ------------------------------- | ------------------------------- | ------------------------------- | ------------------------------- | ------------------------------- | ------------------------------- | ------------------------------- | ------------------------------- |
| Апсолутни максимум, °C (°F)                          | 24,0 (75,2)                     | 25,0 (77)                       | 28,0 (82,4)                     | 30,0 (86)                       | 32,2 (90)                       | 32,0 (89,6)                     | 33,0 (91,4)                     | 32,5 (90,5)                     | 31,0 (87,8)                     | 31,0 (87,8)                     | 27,0 (80,6)                     | 24,0 (75,2)                     | 33 (91,4)                       |
| Максимум, °C (°F)                                    | 14,8 (58,6)                     | 16,6 (61,9)                     | 19,3 (66,7)                     | 22,4 (72,3)                     | 24,8 (76,6)                     | 26,7 (80,1)                     | 27,0 (80,6)                     | 27,3 (81,1)                     | 26,0 (78,8)                     | 23,7 (74,7)                     | 19,7 (67,5)                     | 16,6 (61,9)                     | 22,08 (71,73)                   |
| Просек, °C (°F)                                      | 6,3 (43,3)                      | 8,5 (47,3)                      | 11,6 (52,9)                     | 15,1 (59,2)                     | 18,2 (64,8)                     | 21,0 (69,8)                     | 21,8 (71,2)                     | 21,7 (71,1)                     | 20,3 (68,5)                     | 16,3 (61,3)                     | 11,5 (52,7)                     | 7,9 (46,2)                      | 15,02 (59,03)                   |
| Минимум, °C (°F)                                     | −2,2 (28)                       | 0,3 (32,5)                      | 3,8 (38,8)                      | 7,9 (46,2)                      | 11,6 (52,9)                     | 15,3 (59,5)                     | 16,5 (61,7)                     | 16,1 (61)                       | 14,6 (58,3)                     | 9,0 (48,2)                      | 3,2 (37,8)                      | −0,8 (30,6)                     | 8,0 (46,4)                      |
| Апсолутни минимум, °C (°F)                           | −8,5 (16,7)                     | −7,0 (19,4)                     | −7,0 (19,4)                     | −2,0 (28,4)                     | 2,5 (36,5)                      | 8,0 (46,4)                      | 11,0 (51,8)                     | 9,0 (48,2)                      | 6,0 (42,8)                      | −3,0 (26,6)                     | −6,0 (21,2)                     | −7,5 (18,5)                     | −8,5 (16,7)                     |
| Количина кише, mm (in)                               | 6,3 (0,248)                     | 9,2 (0,362)                     | 20,4 (0,803)                    | 29,9 (1,177)                    | 49,8 (1,961)                    | 97,7 (3,846)                    | 152,8 (6,016)                   | 120,8 (4,756)                   | 73,9 (2,909)                    | 43,1 (1,697)                    | 1,2 (0,047)                     | 3,7 (0,146)                     | 608,9 (23,972)                  |
| Релативна влажност, %                                | 68,6                            | 62,6                            | 62,8                            | 60,2                            | 63,2                            | 67,0                            | 72,7                            | 72,2                            | 71,2                            | 66,6                            | 62,1                            | 64,0                            | 66,1                            |
| Извор: National Center for Hydrology and Meteorology |                                 |                                 |                                 |                                 |                                 |                                 |                                 |                                 |                                 |                                 |                                 |                                 |                                 |

## Демографија
Према попису становништва од 31. маја 2005. године, град је имао 79.185 становника са густином од 3.029/km2 (7.850/sq mi), са 92.929 на површини од 1.843 km2 (712 sq mi) у целом округу; одговарајућа цифра пројектована у 2010. за округ је била 104.200. Године 2011, у граду је живело око 91.000 становника.

## Знаменитости
- Меморијални центар трећег краља Џигме Дорџи Вангчук
- Фабрика традиционалног папира
- Музеј текстила Бутана
- Народна библиотека
- Женски будистички манастир
- Центар примењених уметности
- Симтокха Дзонг - будистички универзитет